# La Faute-sur-Mer
La Faute-sur-Mer is een plaats en voormalige gemeente in het Franse departement Vendée in de regio Pays de la Loire en telt 1008 inwoners (2006). De plaats maakt deel uit van het arrondissement Les Sables-d'Olonne.

## Geschiedenis
Op 1 januari 2022 fuseerde La Faute-sur-Mer met L'Aiguillon-sur-Mer tot de commune nouvelle L'Aiguillon-la-Presqu'île.

## Geografie
De oppervlakte van La Faute-sur-Mer bedraagt 6,9 km², de bevolkingsdichtheid is 131,2 inwoners per km².
De onderstaande kaart toont de ligging van La Faute-sur-Mer met de belangrijkste infrastructuur en aangrenzende gemeenten.

## Demografie
Onderstaande figuur toont het verloop van het inwonertal.